# Posredniški strežnik
Posredniški strežnik, namestniški strežnik ali s tujko proksi (angleško proxy server) je spletni strežnik, ki omogoča skoraj anonimno brskanje v medomrežju. Stran namreč navidezno zakrije IP-naslov, tako da je videti, kot da prihaja od drugod. Nekateri komercialni programi omogočajo anonimnost preko svojega proxyja, lahko pa tudi čisto brezplačno. V primeru hudih zlorab mora ponudnik proxyja na sodno zahtevo prikazati dejanski IP-naslov, ki je skrit v njegovih dnevniških datotekah.